# 校书殿

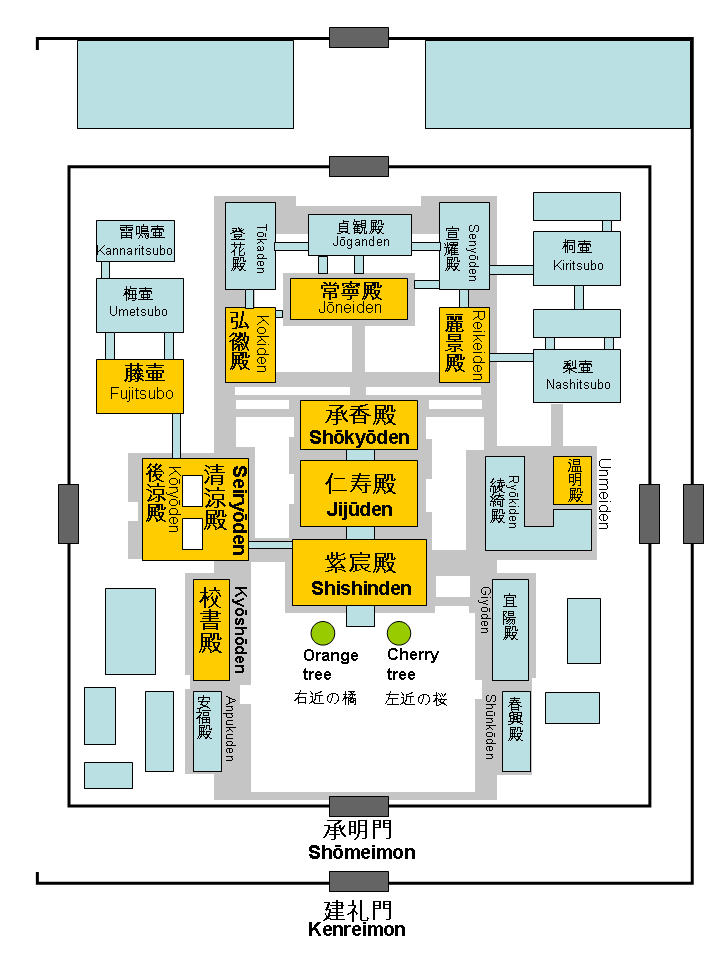
平安京内里（御所）图

校书殿（／ Kyōsyoden）是京都御所里的一间殿舍。
坐落于御所的西南方，在紫宸殿之西，清凉殿之南。正房内有南北九间，东西二间，四面分别置有厢房。整栋建筑面向东面。
校书殿西厢北有藏人所。西厢南有校书所，用于整理书籍或文书。东厢南有右近阵座（／ Ukonjinnoza），为右近卫府值班处。
因为在此进行文书管理，所以又称“文殿”。另外，因为这里也是调度品（贵族室内的装饰品等）的存放处，所以亦称“纳殿”。同时还是练习弓箭的场所，所以亦称“弓场殿”。